# 小川夏鈴
小川 夏鈴（おがわ かりん、1993年8月21日 - ）は、日本の女優。兵庫県出身。早稲田大学卒業。

## 出演

### 舞台
- 寿歌（2013年）
- 空中楼閣のブルース（2013年）
- 性病はなによりの証拠（2013年）
- 東方力丸の絶叫漫画ライブ Vol.8（2014年）
- 野村満載（2014年）
- 新・空中楼閣のブルース（2014年）
- サスペンデッドアワー（2014年）
- 本日昔噺（2015年）
- 100万回生きたねこの野郎（2015年）
- すべての犬は天国へ行く（2015年）
- 蒼いラフレシアの鼓動（2015年）
- 廃棄戦隊ジャンクレンジャー（2015年）
- 鳥取イヴ・サンローラン（2015年）
- かあちゃん（明治座・新歌舞伎座）（2016年）
- 会心の喜劇（2024年）[1]

### テレビドラマ
- SICKS〜みんながみんな、何かの病気〜第5話、第6話（2015年10月、テレビ東京）
- 相棒 season14 第14話（2016年2月3日、テレビ朝日） - 鈴木美里 役[2]
- まかない荘（2016年4月 - 6月、メ〜テレ） - 後藤優 役
- 『下北沢ダイハード』第2話 （2017年7月28日、テレビ東京）